# عربی شحی
عربی شحی یا لهجه جبلی (انگلیسی: Shihhi Arabic) لهجه‌ای از زبان عربی است که در استان مسندام در کشور عمان و امارت رأس‌الخیمه در امارات متحده عربی و جزیره لارک ایران رایج است. این لهجه زبان کمزاری را نیز تحت تأثیر خود قرار داده‌است.